# Tomuțești
Tomuțești – wieś w Rumunii, w okręgu Alba, w gminie Vadu Moților. W 2011 roku liczyła 96 mieszkańców.